# هیلر وای‌اچ-۳۲
هیلر وای‌اچ-۳۲ هورنت (به انگلیسی: Hiller YH-32 Hornet) یک بالگرد ساخت هواگردسازی هیلر بود. این بالگرد دو موتور رم‌جت هرکدام با نیروی ۴۵ اسب بخار و درمجموع ۹۰ اسب بخار داشت. این بالگرد در دهه ۱۹۵۰ میلادی ساخته شد. از این بالگرد تنها ۱۸ فروند ساخته شد که در نیروی دریایی و نیروی زمینی ایالات متحده خدمت کردند.

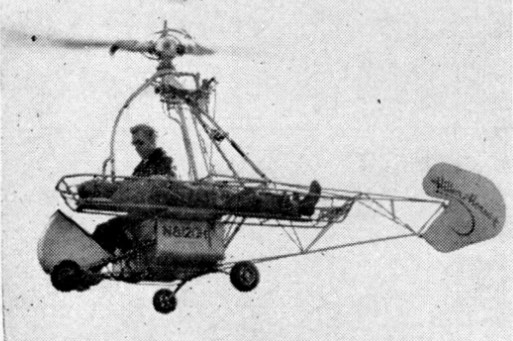
پرواز در سال ۱۹۵۱
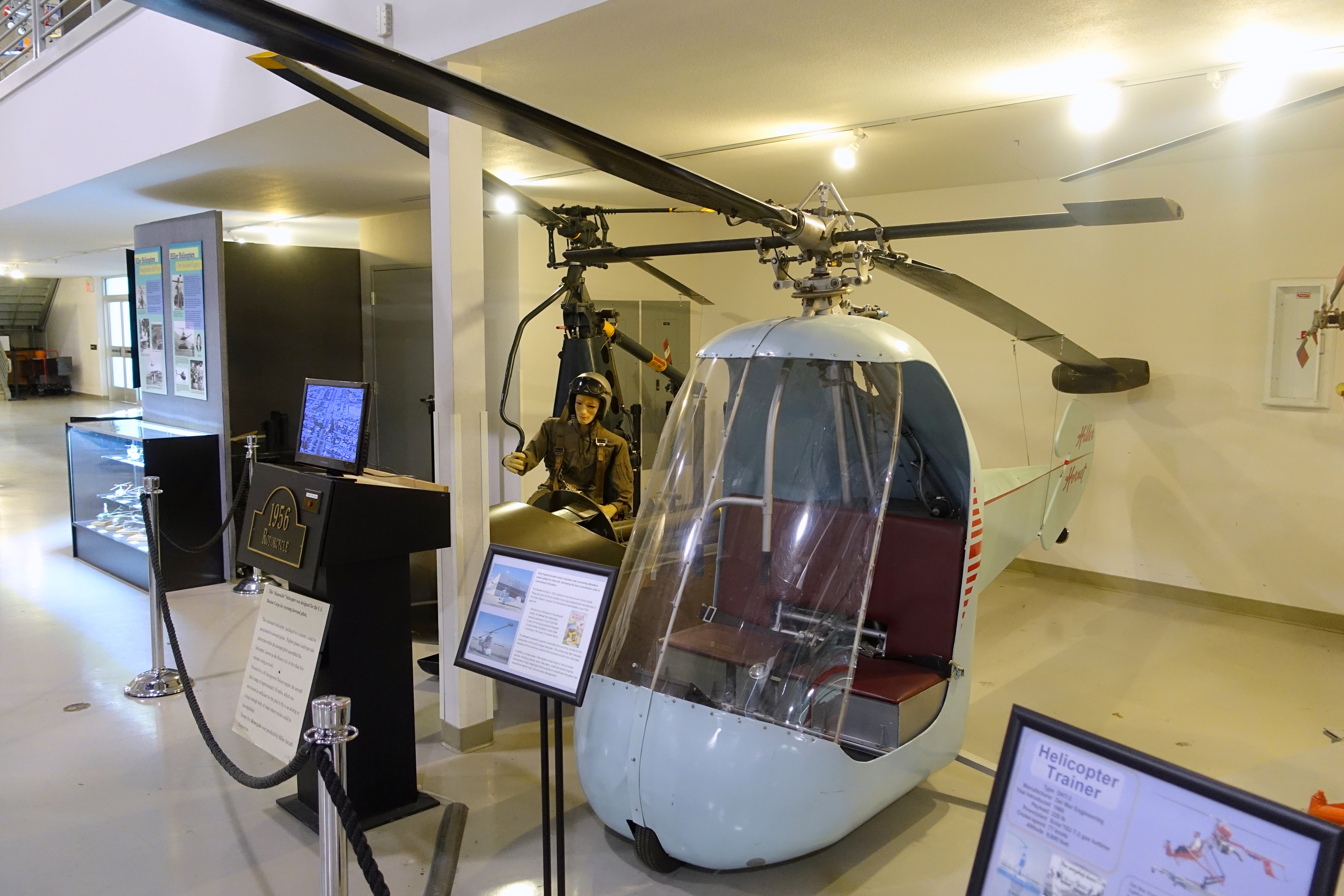
در موزه
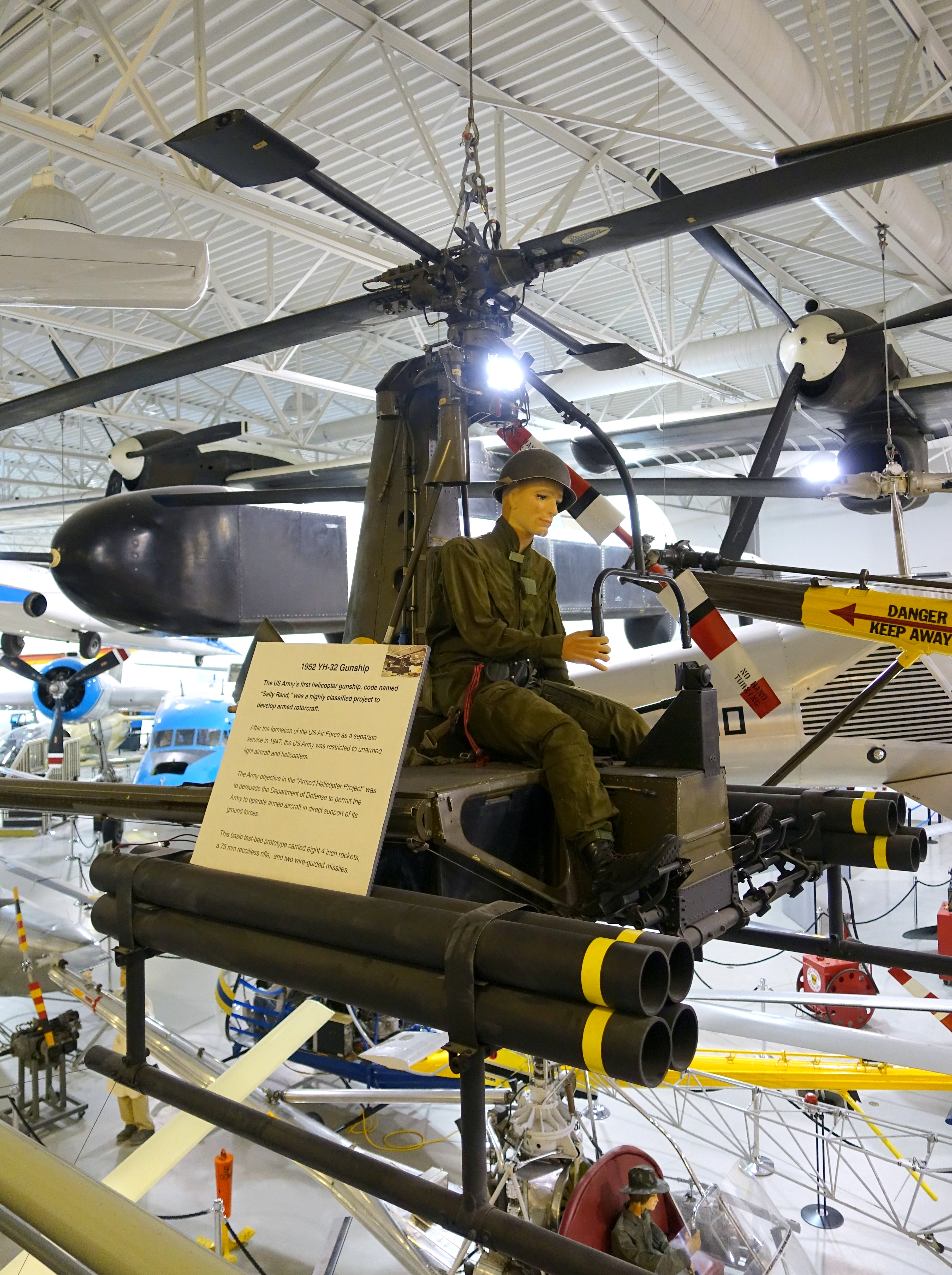
مدل تولید شده در سال ۱۹۵۲ که در ارتش خدمت کرد.